# Stade Aragona
Le Stade Aragona (en italien : Stadio Aragona) est un stade de football italien situé dans la ville de Vasto, dans les Abruzzes.
Le stade, doté de 5 374 places et inauguré en 1931, sert d'enceinte à domicile à l'équipe de football du Vastese Calcio 1902.
Il porte le nom de la Piana d'Aragona, terrain de 25 000 m² périphérique à la commune qui fut vendu gratuitement par la commune de Vasto le 17 mars 1924 au Vastese Calcio pour la construction du stade.

## Histoire
Les travaux du stade débutent en 1929 pour s'achever deux plus tard.
À la fin de la Seconde Guerre mondiale en 1945, avec l'aide du CONI, le conseil d'administration du Vastese Calcio, réussi à obtenir la construction de vestiaires, de la clôture interne-externe du terrain, et du mur d'enceinte et de la tribune centrale.
Malgré de nombreux projets dans les années 1970 qui impliquaient de déplacer le terrain dans un autre quartier de la ville (le plus célèbre reste celui du japonais Kishō Kurokawa), des rénovations fondamentales ont lieu dans les années 1980 et 1990, comme le déménagement des vestiaires, la remise en état du gazon, la construction des béquilles latérales et des virages nord « Tobrouk » et sud « d'Avalos », et l'installation de l'éclairage.
Durant la saison 2008-09, le Delfino Pescara dispute ses matchs à domicile au stade en raison de l'indisponibilité du stade Adriatico, sous réserve de travaux de restauration pour les Jeux méditerranéens.
Le Foggia Calcio a également disputé trois matchs au stade en 2010 en raison de la rénovation du terrain du Stade Pino-Zaccheria après le concert d'Eros Ramazzotti.

## Événements

### Concerts
| Franco Battiato                                            | 7 août 1982     |
| Vasco Rossi                                                | 13 août 1983    |
| Claudio Baglioni                                           | 12 août 1992    |
| Litfiba                                                    | 5 août 1993     |
| Pino Daniele, Francesco De Gregori, Fiorella Mannoia & Ron | août 2003       |
| Pooh                                                       | juillet 2004    |
| Rosario Fiorello                                           | 21 juillet 2007 |
| Jovanotti                                                  | 10 août 2008    |
| Caparezza                                                  | 2 août 2018     |